# Chyp-Notic
Chyp-Notic fue una banda alemana de eurodance formada en 1988, la cual tuvo algunos éxitos entre 1990 y 1993, incluyendo una versión de Nothing Compares 2 U y I Can't Get Enough.

## Historia
Vlad Mint, Jan Erik y Walter Bee fundaron la banda en 1988 bajo el nombre de Toys. Dos años más tarde, el trío renombrado como Chyp-Notic, consiguió un contrato de grabación con Coconut Records. Mint obtuvo su título como técnico dental, Bee dejó su trabajo como programador de ordenadores y Erik vendió sus acciones en un club nocturno.
Debido a sus efectos de sintetizadores y caja de ritmos sonaban muy similar a Londonbeat

## Discografía

### Álbumes
- 1990: Nothing Compares
- 1992: I Can't Get Enough[1]

### Recopilaciones
- 2008: Greatest Hits
- 2015: 25

### Sencillos
- 1990: Nothing Compares 2U (The Ultimate Dance-Version)
- 1990: If I Can't Have U
- 1991: I Can't Get Enough
- 1992: Still in Love with You
- 1992: I Do it All For You, Baby
- 1993: When I Dream
- 1994: Don't Break the Heart (feat. Greg Ellis)
- 1999: In the Mix
- 2015: Nothing Compares 2U (2015 Remixes)

## Datos adicionales
En 1998, el cantante argentino Leo García, bajo el nombre de El Santo, grabó una versión en castellano de I can't get enough titulada Loco por tu amor.
Dado el uso de licencias de Coconut por parte de BMG Ariola, la formación estuvo en dos ediciones del recopilatorio Lo Mas Disco, en 1990 y 1992 precisamente con Nothing compares 2U y I can't get enough.